# ユーリ (ストリートファイター)
ユーリ (Juli) は、カプコンの対戦型格闘ゲーム『ストリートファイターZERO3』などに登場する架空の人物。

## キャラクターの設定
秘密結社シャドルー総帥のベガに付き従うベガ親衛隊の一員。濃紺のスウェットスーツタイプの戦闘服と同色のギャリソンキャップを着用し、茶色の髪を後ろで結っていて、切れ長の瞳が特徴の少女。
「ユーリ」という名前は、ドイツ語の「7月」に由来する。薬物と精神操作により肉体が強化されており、ベガ親衛隊の中でも戦闘力は高く、脚を使った技が得意。任務や戦闘ではユーニとコンビを組むことが多い。感情に乏しく、機械的な口調で話す。
アーケード版『ストリートファイターZERO3』（以下『ZERO3』）では通常のCPU戦には登場せず（家庭用版ではごくまれに登場）、特定のキャラクターの最終戦前の前哨戦にユーニと共に登場する。隠しコマンドを入力することでプレイヤーキャラクターとしても使えるが、その際のストーリーはベガのものと同一となる。エドモンド本田のエンディングにも登場し、ベガを倒されて行き場を失ったユーリたちは本田に引き取られて、しばらくの間は本田と共に相撲の稽古に励むことになる。
プレイステーション版『ZERO3』以降は通常キャラクターとして選択できるようになり、独自のストーリーも追加された。ベガ直々の指令で強化人間・キャミィ抹殺の指令を受ける。キャミィを倒して帰還したユーリはベガに用済みと判断されて抹殺されかかるが、生存本能が洗脳を上回って、ベガに反抗して打ち倒す。ベガの消滅により洗脳は解けたものの、代謝機能を強化された肉体は細胞ごと崩壊しかかっていた。しかし、キャミィの身を賭した行動によって救われて、その命を取りとめた。
『ZERO3』のサンダー・ホークのストーリーでは2人目のイベントキャラクターとして登場し、ジュリア (Julia) という本名とホークと同じサンダーフット族の村の住人であることが明かされている。ホークのエンディングで彼はユーリの洗脳を解く決意をする。
『スーパーストリートファイターIV』のXbox 360版特典アニメではシャドルー基地を襲撃したハン・ジュリに対してユーニと共に戦うが、風水エンジン全開のジュリには2対1でも歯が立たず敗北して虜囚となりS.I.N.社に輸送される。ホークのオープニングでは彼の回想シーンにおいて白いドレスを着たユーリが登場する。ホークのエンディングでは、とある老夫婦によって保護されていて私服姿で登場し、感情も記憶も失った状態だが、誰かを待つかの如く外を見つめ続けている。その頃、ローズに居場所を教えてもらったホークは廃人同然であることを承知でユーリを迎えにいく。
『ストリートファイターV』（以下『V』）ではプレイアブルキャラクターとして参戦しないが、何度もシャドルーに洗脳されてベガ親衛隊に所属している設定になっている上にゼネラルストーリーモードでCPU専用キャラクターとしてのみ登場する。また、『V』公式サイト内コンテンツ「シャドルー格闘家研究所」の「キャラ図鑑」では体格と血液型以外の個別データが設定されているが、出身国と誕生日の表記が（?）付きで不明瞭になっている（後述のその他の節も参照）。

### その他の作品
『NAMCO x CAPCOM』では、プロローグからキャミィの部下としてユーニとともに登場。基本的に『ZERO3』の設定を踏襲しており、ベガ親衛隊としてプレイヤーの前に幾度となく立ちはだかる。物語終盤において、空中戦艦バルログの中央動力室でサイコドライブを守るためにリュウたちを迎え撃つが敗北する。そのとき、サイコパワーの洗脳が解け、記憶を取り戻したかのように見えたが、すでに自身の肉体は限界に達しており、いまわの際に「ホーク」の名前を呟いて死亡する（ただし同作にはサンダー・ホークは登場していない）。敵キャラクターとして登場するのみで、プレイヤー側は使用できない。
『SNK VS. CAPCOM SVC CHAOS』と『CAPCOM FIGHTING Jam』ではベガのエンディングに登場する。
『SNK VS. CAPCOM 激突カードファイターズ』シリーズでは個別キャラクターカードが存在する。他の作品ではサンダー・ホークの恋人と設定されているのに対し、この作品のネオジオポケット版のキャラクターカードの解説のみ「ホークの妹」と書かれている。
UDONによるアメリカンコミックではサンダーフット族の村に住んでいたドイツ人医師の娘であり、父親と共に長年医者のいなかったサンダーフット族を助けていたことが描かれている。こちらでは父が殺害されシャドルーに攫われている。

## キャラクター制作
元々はユーニと共に、開発スタッフのKIMOKIMOによって家庭用版『ZERO3』に収録予定だったオマケゲームに登場する量産型の雑魚キャラクターとして作られたが、結果的にプレイヤーキャラクターとして登場することになった。

## ゲーム上の特徴
キャミィやユーニとほぼ同じキャラクター性能や技を持っているが、使用できる必殺技は前述の2人より少ない。

## 技の解説

### 通常技
技名は『ZERO3』時のもので、同作に登場するキャミィとほぼ同じ技構成となっているが、立ち状態の遠近およびジャンプ状態の垂斜の区別はない。
| 操作     | 立ち                 | しゃがみ         | ジャンプ               |
| -------- | -------------------- | ---------------- | ---------------------- |
| 弱パンチ | フーリガンジャブ     | ラピッドファイア | ダガーショット         |
| 中パンチ | リフトアッパー       | ライトグレネード | アームブレード         |
| 強パンチ | スイングナックル     | トーピドーシェル | フィストボム           |
| 弱キック | ニーショック         | スタンレイピア   | パワーデトネイター     |
| 中キック | マイティレッグ       | トゥーバズソー   | スナイピングヒール     |
| 強キック | スティールスライサー | グランドスイープ | クリティカルストライク |

### 通常投げ
フーリガンスープレックス
背後から相手の腰をつかみ、ブリッジをきかせて後方に叩きつける。
フランケンシュタイナー
両脚で相手の首を挟んで後方に投げ飛ばす。
フライングネックハント
空中投げ。相手の首元を片手でつかんで投げ落とす。
エアフランケンシュタイナー
空中投げ。ジャンプ中で出す「フランケンシュタイナー」。

### 特殊技
フォーリングアーク
中段のかかと落とし。ユーニのものと性能は同じ。

### 必殺技
キャノンスパイク
上方に向かってキックを繰り出す。コマンド・性能ともキャミィのものとほぼ同一。
スナイピングアロー
ユーリのオリジナル技で、前方に飛び蹴りを繰り出す。非常に素早く、突進距離も「スパイラルアロー」より長いが、隙も大きい。
『V』のCPUユーリが唯一使用する技で、EX版はヒットすると相手を掴んで一回転しながら地面に叩き付ける。
アクセルスピンナックル
前方にステップを踏みつつ、身体を捻って裏拳を放つ。キャミィのものと性能は同じ。

### スーパーコンボ
リバースシャフトブレイカー
真上に連続ヒットする錐揉みキックを放つ。キャミィと同じ感覚で使用可能で、ボタン連打とレバー回転でより多くヒットする。
スピンドライブスマッシャー
Z-ISMでのみ使用可能。「スパイラルアロー」→「キャノンスパイク」の連続技。キャミィのものとほぼ同性能。

### ドラマチックバトル専用技
対CPU戦でユーニと共に登場する場合、およびドラマチックバトルにおけるパートナーがユーニである場合、以下のコンビネーション技が使用可能になる。
サイコチャージα
特殊技。気合を集中させて、スーパーコンボゲージかオリジナルコンボゲージを増加させる。発動中は全くの無防備状態になる。
使用してからしばらくは自分で中断ができない（攻撃を食らえば中断する）。ある程度溜まるとボタン押し続けで動作を継続するようになり、任意に中断が可能。また、ゲージの1/3程度の量をためるとその時点で動作を終了し、一気に最大までゲージを溜めきることもできない。
CPUユーリは、単体でもこの技を使ってくることがある。
サイコローリング
Z-ISMのみ使用可能なスーパーコンボ。ユーニと共に回転しながら突撃する。発動条件はやや限定される。与えるダメージは低い。
デスクロスダンシング
Z-ISMのみ使用可能なスーパーコンボ。相手を掴んだ後にユーニと2人で両側から連続攻撃を叩き込み、「スナイピングアロー」で止めを刺す。発動条件はやや限定され、攻撃が成立する条件はさらに厳しい。見た目の派手さと発動条件の厳しさにもかかわらず、与えるダメージは低い。

### その他の技
マッハスライド
Z-ISMでのZEROカウンター。前方へ一瞬姿が見えなくなるほどの速さで踏み込む。ユーニが使用するものと同様だが、ユーリの場合はZEROカウンターでしか使用できない。

## 担当声優
- 河本明子（『ZERO3』『NAMCO x CAPCOM』）
- 小島幸子（『スーパーストリートファイターIV』Xbox 360版限定特典アニメ）
- たなか久美（『V』）
- エリザベス・マクスウェル（『V』英語ボイス）

## その他
- ベガ親衛隊メンバーの名前はそれぞれ出身地の言語における月の名称にちなんでいて、ユーリはドイツ語の名前を付けられている。家庭用版『ZERO3』のホークのエンディングでは聖なる血が流れていると言われているが、書籍ではドイツ出身でメキシコのサンダーフット族の村にいた理由は不明とされている[6]。
- 『V』の公式ホームページ内コンテンツ『シャドルー格闘家研究所』では、ある部族の末裔であることが示唆されている他、元々ドイツ出身だったわけではなく勉学のための留学先がドイツであったこと、過去の記憶を何度も消されていることが解説されている。前記の件から、プロフィールでは出身国と誕生日の表記が（?）付きで不明瞭になっている[3]。
- 『ZERO3』での身体の部分のグラフィックはユーニと同様にキャミィのものを流用して作られているが、イラストにおいてはユーリの胸の大きさがキャミィやユーニよりも強調して描かれている。実際のプロフィール上でも、ユーリは他の2人よりもやや体格が大きい。

## 登場作品
- ストリートファイターZERO3
  - ストリートファイターZERO3↑（アッパー）
  - ストリートファイターZERO3↑↑（ダブルアッパー）
- SNK VS. CAPCOM 激突カードファイターズ全シリーズ（トレーディングカードゲーム版も含む）
- NAMCO x CAPCOM
- SNK VS. CAPCOM SVC CHAOS
- CAPCOM FIGHTING Jam
- スーパーストリートファイターIV
  - スーパーストリートファイターIV Arcade Edition
  - ウルトラストリートファイターIV
- ストリートファイターV